# Greg Gutfeld
Gregory John Gutfeld (n. 12 septembrie 1964, San Mateo, California, SUA) este o gazdă de televiziune, umorist, comentator politic și autor american. Acesta este gazda talk-show-ului Gutfeld!⁠(d) și gazdă alături de alți comentatori a talk-show-ului politic The Five⁠(d), ambele difuzate pe canalul Fox News. În perioada 2007-2015, Gutfeld a găzduit Red Eye.

## Biografie
Gutfeld s-a născut în San Mateo, California fiul lui Jacqueline Bernice „Jackie” (născută Cauhape) și a lui Alfred Jack Gutfeld. A urmat studiile liceale în cadrul Liceului Junípero Serra și cele universitare la Universitatea din California, Berkeley. Și-a încheiat studiile în 1987 cu o diplomă de licență în limba engleză.

Într-un interviu din 2009, Gutfeld a declarat că în timpul studiilor convingerile sale politice au început să se schimbe:
Am devenit conservator după ce am trăit alături de liberali (la UC-Berkeley) și am devenit libertarian după ce am trăit printre conservatori. Conștientizezi că există ceva comun în cele două grupuri, stânga și dreapta, partea cea mai proastă a ambelor fiind atitudinea moralizatoare.

#### Cariera
După facultate, Gutfeld și-a desfășurat stagiul de practică la revista The American Spectator unde a fost asistentul redactorului conservator R. Emmett Tyrrell⁠(d). După a lucrat ca redactor pentru Prevention și apoi pentru diferite reviste publicate de editura Rodale, Inc. În 1995, a devenit redactor al Men's Health unde a fost promovat în funcția de redactor-șef în 1999. Un an mai târziu, a fost înlocuit de David Zinczenko.
Gutfeld a fost redactor-șef al revistei Stuff deținute la momentul respectiv de editura Dennis Publishing⁠(d). În perioada mandatului său, numărul de reviste publicate a crescut de la 750.000 la 1,2 milioane. În 2003, Gutfeld a angajat câțiva pitici pentru a participa la o conferință a Magazine Publishers Association pe tema „buzz” cu condiția ca aceștia să fie pe cât se poate de gălăgioși și enervanți. Acest tur de forță a generat publicitate, însă a condus și la concedierea lui Gutfeld la scurt timp după eveniment. Mai mult, a devenit director de dezvoltare în cadrul Dennis Publishing. A fost editor al revisteiMaxim în Marea Britanie din 2004 până în 2006. Contractul său nu a mai fost reînnoit după ce numărul cititorilor a scăzut în mandatul său.
Gutfeld a fost unul dintre primii colaboratori ai The Huffington Post de la lansarea sa în 2005 până în octombrie 2008. În comentariile sale și-a atacat propriii colegi de la HuffPost precum Deepak Chopra⁠(d), Cenk Uygur⁠(d) și Arianna Huffington⁠(d).
Începând din 5 februarie 2007, Gutfeld a devenit gazdă a talk-show-ului Red Eye pe Fox News. Emisiunea de o oră era difuzată inițial la 2:00 A.M. ET⁠(d) de luni până sâmbătă dimineața și la 23:00 seara de sâmbătă. Cu toate acestea, începând din octombrie 2007, emisiunea a început să fie difuzată la 3:00 AM de luni până sâmbătă dimineața. Din 2007 până în 2013, Bill Schulz⁠(d) a fost colegul lui Gutfeld pe platoul de filmare. Pe 11 iulie 2011, Gutfeld a devenit gazdă a emisiunii The Five⁠(d) alături de alți comentatori ai Fox News. Acesta a părăsit show-ul în februarie 2015 și a fost înlocuit cu Tom Shillue. Pe 31 mai 2015, a devenit gazdă a talk-show-ului The Greg Gutfeld Show⁠(d) difuzat sămbăta la 23:00 ET, iar din februarie 2021 a început să fie difuzată în timpul săptămânii la aceeași oră. Pe 10 martie 2021, numele i-a fost schimbat în Gutfeld! și a fost difuzat pentru prima dată sub noul nume pe 5 aprilie.
Gutfeld a fost invitat în cadrul podcasturilor Coffee cu Scott Adams și emisiunii The Adam Carolla Show.

## Cărți
- The Scorecard: The Official Point System for Keeping Score in the Relationship Game. Henry Holt and Company. 1997. p. 182. ISBN 978-0-8050-5450-7.
- The Scorecard at Work: The Official Point System for Keeping Score on the Job. Henry Holt and Company. 1999. p. 160. ISBN 978-0-8050-5865-9.
- Lessons from the Land of Pork Scratchings. Simon & Schuster. 2008. p. 224. ISBN 978-1-84737-066-2.
- The Bible of Unspeakable Truths. Grand Central Publishing. 2010. p. 304. ISBN 978-0-446-55230-1.
- The Joy of Hate: How to Triumph over Whiners in the Age of Phony Outrage. New York: Crown Forum. 2012. p. 256. ISBN 978-0307986962.
- Not Cool: The Hipster Elite and Their War on You. New York: Crown Forum. 2014. p. 272. ISBN 978-0804138536.
- How To Be Right: The Art of Being Persuasively Correct. New York: Crown Forum. 2015. ISBN 978-1101903629.
- The Gutfeld Monologues: Classic Rants from the Five. New York: Threshold Editions. 2018. ISBN 978-1501190728.
- The Plus: Self-Help for People Who Hate Self-Help. Threshold Editions. 2020. ISBN 978-1982149918.